# Grünendeich
Grünendeich é um município da Alemanha localizado no distrito de Stade, estado da Baixa Saxônia.
Pertence ao Samtgemeinde de Lühe.